# Kevin Ullyett
Kevin Ullyett, född den 23 maj 1972 i Harare, dåvarande Salisbury, är en professionell tennisspelare från Zimbabwe. Hans framgångar på ATP-touren har kommit inom dubbel. 
Under sin karriär har han vunnit 24 dubbel-titlar, inklusive 2001 års US Open och 2005 Australian Open, båda med Wayne Black. 
I mixad dubbel, vann Ullyett 2002 Australian Open med Daniela Hantuchová. Han nådde finalen i Wimbledon 2002, med Hantuchova, och semifinal i Wimbledon 2003 och 2005 med Hantuchova respektive Liezel Huber. Han nådde 2005 Australian Open slutlig, även med Huber. 
Wayne Black, Ullyetts landsman och dubbelpartner sedan lång tid, avslutade sin karriär i slutet av 2005. Ullyett spelade därefter en tid med Jonas Björkman. 
Hans far, Robert Ullyett, företrädde Rhodesia i cricket och hockey.

## Grand Slam-titlar dubbel (3)

### Herrdubbel (2)
| År   | Turnering         | Partner     | Finalmotståndare            | Finalpoäng       |
| 2001 | US Open           | Wayne Black | Donald Johnson Jared Palmer | 7–6(9), 2–6, 6–3 |
| 2005 | Australiska öppna | Wayne Black | Bob Bryan Mike Bryan        | 6–4, 6–4         |

### Mixed dubbel (1)
| År   | Turnering         | Partner            | Finalmotståndare          | Finalpoäng |
| 2002 | Australiska öppna | Daniela Hantuchová | Gastón Etlis Paola Suárez | 6–3, 6–2   |